# Sasha Farber
Alexander "Sasha" Farber (BSSR, 9 mei 1984) is een Australisch-Amerikaanse danser en choreograaf. Hij is vooral bekend als professionele danspartner in het dansprogramma Dancing with the Stars op ABC.

## Biografie
Farber werd geboren in de Wit-Russische Socialistische Sovjetrepubliek (het huidige Wit-Rusland) op 9 mei 1984, maar verhuisde in 1986 naar Australië. Hij begon met dansen op 13-jarige leeftijd. Toen hij 17 was, won Farber twee keer de Australian Youth Latin Championships en vertegenwoordigde Australië op de World Latin Championships in 2001. Hij was ook te zien in de sluitingsceremonie van de Olympische Spelen in Sydney in 2000.
In 2005 was hij professionele danser in het tweede seizoen van de Australische versie van Dancing with the Stars. In 2011 verhuisde hij naar de Verenigde Staten waar hij vanaf het veertiende seizoen deel uitmaakt van de dansgroep bij de Amerikaanse versie van Dancing with the Stars en sindsdien ook meerdere keren professionele danspartner is geweest.
Van 2011 tot 2014 had hij een relatie met danseres Emma Slater die eveneens te zien is bij Dancing with the Stars. Het koppel ging voor even uit elkaar maar trouwde uiteindelijk in 2018. In 2020 verkreeg Farber het Amerikaanse staatsburgerschap. In 2023 eindige zijn huwelijk met Slater in een scheiding.

## Dancing with the Stars
Farber begon als professioneel danser bij Dancing with the Stars in Australië voordat hij overstapte naar de Amerikaanse versie en er in seizoen veertien lid werd van de dansgroep.
In seizoen 17 werd hij gepromoveerd tot professioneel danspartner toen hij werd gekoppeld aan Nicole "Snooki" Polizzi, bekend van Jersey Shore. Hij is in totaal al twaalf keer aan een beroemdheid gekoppeld, maar slaagde er nog nooit in om de danswedstrijd te winnen. Zijn beste resultaat tot dusver waren derde plaatsen met ex-kunstschaatster Tonya Harding in seizoen 26 en met Fifth Harmony-zangeres Ally Brooke in seizoen 28. Zijn slechtste resultaat was een twaalfde plaats in seizoen 31 met actrice Selma Blair toen die laatste wegens gezondheidsproblemen in week 4 forfait moest geven.
| Seizoen | Partner                               | Resultaat  |
| ------- | ------------------------------------- | ---------- |
| 17      | Snooki (televisiepersoonlijkheid)     | 8e plaats  |
| 22      | Kim Fields (actrice)                  | 7e plaats  |
| 23      | Terra Jolé (televisiepersoonlijkheid) | 5e plaats  |
| 24      | Simone Biles (turnster)               | 4e plaats  |
| 26      | Tonya Harding (kunstschaatster)       | 3e plaats  |
| 27      | Mary Lou Retton (turnster)            | 9e plaats  |
| 28      | Ally Brooke (zangeres)                | 3e plaats  |
| 29      | Justina Machado (actrice)             | 4e plaats  |
| 30      | Suni Lee (gymnaste)                   | 5e plaats  |
| 31      | Selma Blair (actrice)                 | 12e plaats |
| 32      | Alyson Hannigan (actrice)             | 5e plaats  |
| 33      | Jenn Tran (televisiepersoonlijkheid)  | 7e plaats  |